# Sporopipe squameux
Sporopipes squamifrons
Espèce
Statut de conservation UICN

 LC  : Préoccupation mineure
Le Sporopipe squameux (Sporopipes squamifrons), également appelé moineau à front écaillé, est une espèce de passereau appartenant à la famille des Ploceidae.

## Description

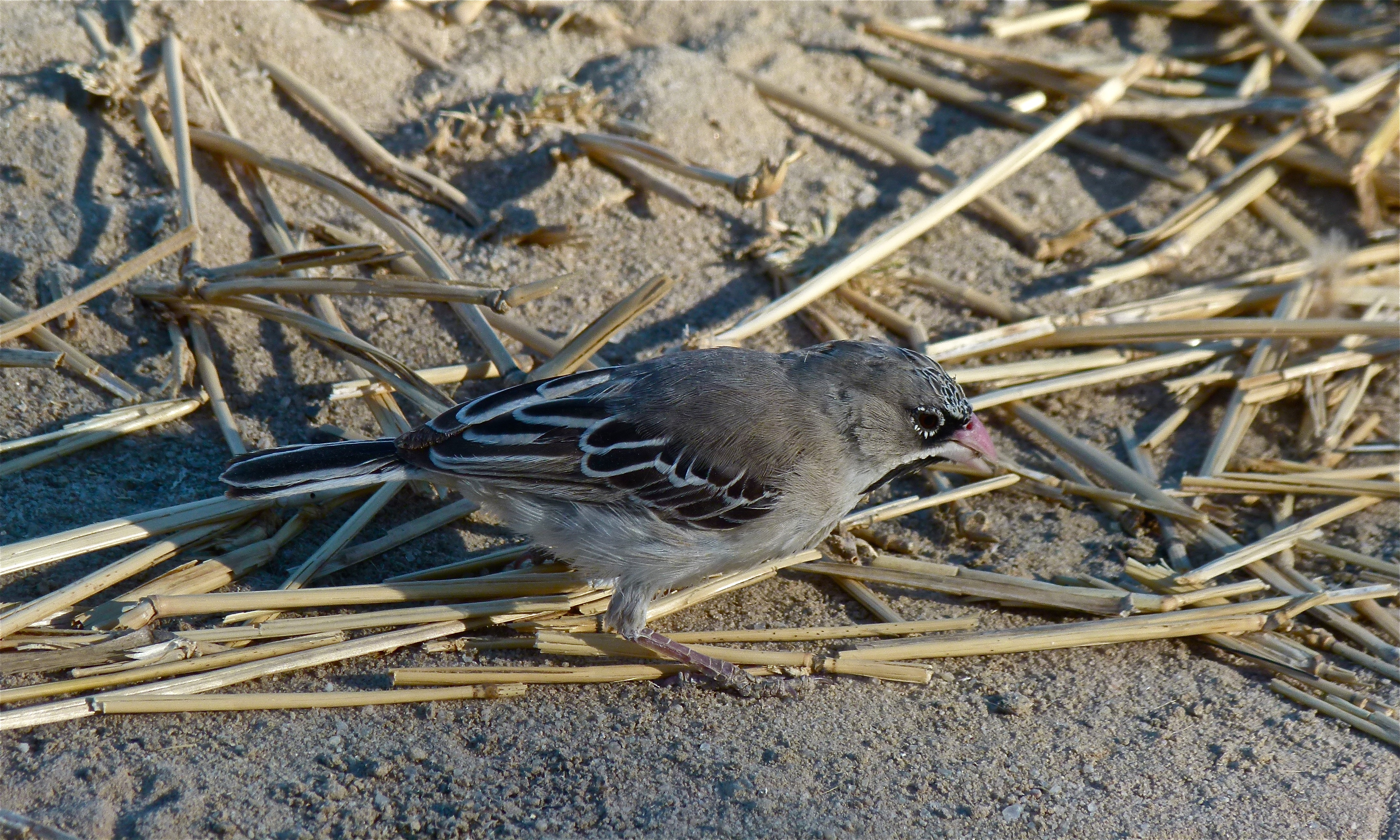
Parc transfrontalier de Kgalagadi, Afrique du Sud

## Répartition
Cet oiseau vit en Afrique australe.